# Cimanggu (onderdistrict van Cilacap)
Cimanggu is een onderdistrict (kecamatan) in het regentschap Cilacap in de Indonesische provincie Midden-Java op Java, Indonesië.

## Verdere onderverdeling
Het onderdistrict Cimanggu is anno 2010 verdeeld in 15 desas, plaatsen en dorpen:
| Plaats code | Naam kelurahan, plaatsen en dorpen | Inwoners in 2010 |
| ----------- | ---------------------------------- | ---------------- |
| 001         | Karangreja                         | 6.330            |
| 002         | Cimanggu                           | 7.475            |
| 003         | Bantarpanjang                      | 8.820            |
| 004         | Panimbang                          | 6.680            |
| 005         | Mandala                            | 4.367            |
| 006         | Bantarmangu                        | 5.501            |
| 007         | Cilempuyang                        | 5.701            |
| 008         | Rejodadi                           | 7.502            |
| 009         | Negarajati                         | 4.907            |
| 010         | Cisalak                            | 4.122            |
| 011         | Cibalung                           | 5.517            |
| 012         | Karangsari                         | 5.168            |
| 013         | Kutabima                           | 7.071            |
| 014         | Pesahangan                         | 4.581            |
| 015         | Cijati                             | 5.559            |